# Pierre Augereau
Charles Pierre François Augereau, duce de Castiglione, (n. 21 octombrie 1757, Paris, Regatul Franței – d. 12 iunie 1816, La Houssaye⁠(d), Île-de-France, Franța) a fost un Mareșal al Franței din anul 1804 și unul dintre comandanții militari marcanți ai războaielor revoluționare și ai războaielor napoleoniene.

## Biografie
Având origini foarte modeste, se angajează inițial în armata regală franceză în 1774, apoi este mercenar în armata prusacă, napolitană și portugheză în perioada pre-revoluționară. Revenit în Franța, Augereau este căpitan de husari în 1793 dar în același an urcă până la gradul de general de divizie (din 23 decembrie), în cadrul armatei Pirineilor Orientali. Din 1795, se alătură Armatei din Italia, unde servește sub comanda generalului Bonaparte în prima campanie din Italia și se acoperă de glorie în aproape toate bătăliile majore ale acestei campanii, îndeosebi la Castiglione. Servește apoi în Armata Rinului și este ales deputat în Consliliul celor Cinci-Sute. Numele său apare pe prima listă de Mareșali ai Franței, publicată la proclamarea Imperiului pe 19 mai 1804. Participă apoi cu distincție la aproape toate bătăliile importante din perioada 1805 - 1807, fiind rănit la bătălia de la Eylau. Pe 19 martie 1808, devine duce de Castiglione, servind din 1808 în Armata din Germania, apoi în cea din Catalunia, din 1810. În timpul campaniei din Rusia, conduce Corpul XI al „Marii Armate”, la începutul verii, dar nu termină această campanie. Le va face însă pe cele din Germania (1813) și Franța (1814), dar, în timpul acesteia din urmă, Augereau, comandant al unei armate din zona Lyon, încheie o convenție separată cu austriecii, predându-le orașul, fapt ce va aduce radierea sa de pe lista mareșalilor în timpul celor 100 de zile.